# Manfred Dimter
Manfred Dimter (* 18. August 1964) ist ein österreichischer Boxtrainer und ehemaliger Amateurboxer. Mit 14 nationalen Meistertiteln ist er österreichischer Rekordhalter im Boxsport.

## Boxkarriere
Er wurde 1964 als Sohn eines Tschechen und einer  Kärntnerin geboren. Als Amateurboxer bestritt er 317 Kämpfe, darunter 273 Siege, 25 Unentschieden und 19 Niederlagen.
Er wurde 1984 und 1985, sowie von 1988 bis 1997, zwölf Mal Österreichischer Meister im Federgewicht. 1986 und 1987 konnte er aufgrund eines Bänderrisses im Knöchel und einem gebrochenen Daumen, nicht bei den Meisterschaften teilnehmen. 1998 und 1999 wurde er Österreichischer Meister im Leichtgewicht. Mit 14 nationalen Meistertiteln in der Allgemeinen Klasse (Erwachsene; heute: Elite-Klasse) ist er österreichischer Rekordhalter im Boxsport. Auf Platz zwei folgt ihm dabei Jürgen König mit elf Titeln.
Er boxte unter anderem in Deutschland, Finnland, Italien, Frankreich, England, Norwegen, Dänemark sowie Tschechien und konnte mehrere internationale Turniere für sich entscheiden, darunter allein sechsmal den Dolomiten-Cup. Bei internationalen Großereignissen blieb ihm jedoch der Durchbruch verwehrt. So unterlag er bei den 30. Europameisterschaften 1993 in Bursa im Achtelfinale gegen Dirk Krüger aus Deutschland und bei den 7. Weltmeisterschaften 1993 in Tampere in der zweiten Vorrunde gegen Artur Mikaelian aus Armenien.
Nach seiner Wettkampfkarriere wurde er staatlich geprüfter Lehrwart und Boxtrainer im Boxclub Unterberger in Wörgl, dessen Leiter er später wurde.